# Heinrich Hiller (Politiker)
Heinrich Hiller (* 19. Juni 1633 in St. Gallen; † 4. September 1719 ebenda) war ein Schweizer Politiker und Bürgermeister von St. Gallen (Schweiz).

## Leben
Heinrich Hiller wurde als Sohn von Silvester Hiller (* 10. Dezember 1592 in St. Gallen; †  9. August 1663 ebenda), Bürgermeister von St. Gallen, und dessen zweiter Ehefrau Magdalena, Tochter des Johannes Hildbrand (1580–1654), Bürgermeister von St. Gallen, geboren.
Er war Kürschner und Mitglied der Schneiderzunft. Von 1678 bis 1683 war er Obervogt der Herrschaft Bürglen.
1687 erfolgte seine Wahl zum Bürgermeister. Er übte die Ämter des Reichsvogts, Amtsbürgermeisters und Altbürgermeisters im Dreijahresturnus mit Joachim Kunkler (1612–1696) und Johannes Spengler (1629–1700) bis 1695, im Wechsel mit Ulrich Weyermann und Lorenz Werder (1646–1720) bis 1700 und anschliessend bis 1717 im Wechsel mit Lorenz Werder und Georg Wartmann (1645–1727) aus. 1717 trat er aus Altersgründen zurück.
1697 beteiligte er sich in führender Stellung am Kreuzkrieg.
Heinrich Hiller war seit 1657 in erster Ehe mit Margaretha, Tochter des Abraham Huber, Kürschner, und in zweiter Ehe seit 1692 mit Elisabetha, Tochter des Johannes Spengler, Ratsherr und Mitglied der Weberzunft. verheiratet.